# Khói mù Đông Nam Á 2019
Sương mù tại Đông Nam Á 2019 là một cuộc khủng hoảng ô nhiễm không khí xuyên quốc gia diễn ra từ tháng 2 đến tháng 9 năm 2019 tại một số quốc gia ở Đông Nam Á, bao gồm Brunei, Indonesia, Malaysia, Philippines, Singapore, Thái Lan và Việt Nam.
Thái Lan bắt đầu trải qua một đám sương mù do khói bụi vào tháng hai kéo dài đến tháng năm, đạt cực đại vào tháng ba và tháng tư. Cuối năm, bắt đầu từ tháng 6 và tháng 7, Indonesia cũng bắt đầu có trải qua đợt khói bao trùm này. Malaysia bị ảnh hưởng từ tháng 8, trong khi Singapore, Brunei và Việt Nam chịu khói mù vào tháng chín.
Đây là lần gần nhất xuất hiện khói mù ở khu vực Đông Nam Á, một vấn đề dài hạn xảy ra với những cường độ khác nhau trong mỗi mùa khô ở các nước trong khu vực. Nó chủ yếu được gây ra bởi các vụ cháy rừng do các hành vi đốt rừng làm nương rẫy trái phép, chủ yếu ở các đảo Sumatra và Kalimantan của Indonesia, sau đó lan nhanh trong mùa khô, kéo dài bởi sự hình thành của bão Francisco ở Thái Bình Dương và hệ thống áp suất thấp hình thành ở Biển Đông và Thái Bình Dương.

## Bối cảnh và nguyên nhân

### Các quốc gia Bắc ASEAN
Hầu hết các điểm nóng cho các quốc gia phía bắc Đông Nam Á (Thái Lan, Myanmar, Campuchia, Lào, Việt Nam và Philippines) xảy ra từ tháng 1 đến tháng 5 năm 2019, đặc biệt là vào tháng 3 và tháng 4 năm 2019.
Đã có những đám cháy ở vùng đất rừng ở phía bắc Thái Lan với những vùng đất nông nghiệp ở Pa Phru Kuan Kreng thuộc tỉnh Nakhon Si Thammarat ở miền nam Thái Lan.

### Các quốc gia nam ASEAN
Đám mây xuyên biên giới ở Indonesia, Malaysia và Singapore xảy ra gần như hàng năm do cháy rừng ở Indonesia. Nhiều đám cháy trong số này đã được bắt đầu để giải phóng mặt bằng để thu gom hoặc trồng tại các đồn điền. Năm 2019, các đám cháy đã bùng cháy ở Sumatra và Kalimantan ở Indonesia. Sumatra và Kalimantan sở hữu những vùng đất than bùn rộng lớn, rất dễ cháy trong mùa khô. Than bùn, được tạo thành từ các lớp thực vật chết và các chất hữu cơ khác, đã đóng góp rất nhiều vào lượng khí thải carbon do mật độ và hàm lượng carbon cao của chất này.

## Các quốc gia bị ảnh hưởng

### Brunei
Vào ngày 7 tháng 9 năm 2019, Brunei đã trải qua khói mù, mà chính phủ nước này quy cho các điểm nóng ở Borneo, Indonesia.

### Indonesia

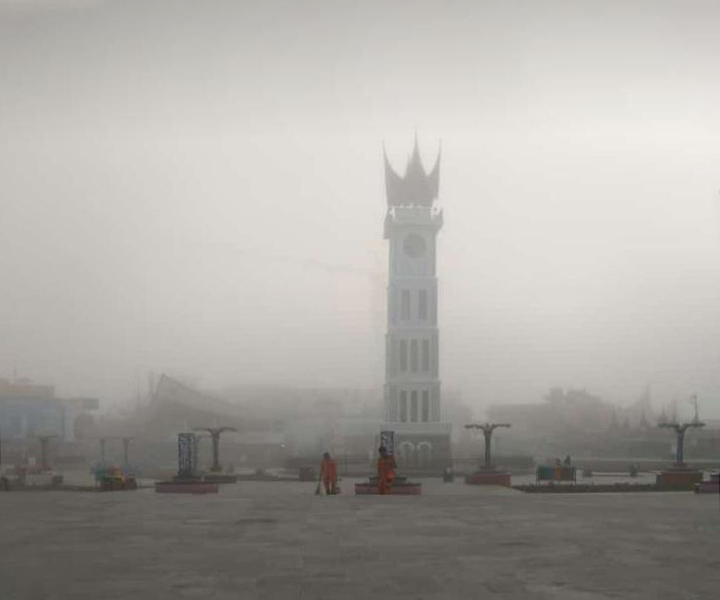
Jam Gadang ở Bukmitgi, West Sumatra, Indonesia vào ngày 17 tháng 9 năm 2019.

Sau đám mây quan trọng ở Đông Nam Á năm 2015 bắt nguồn từ Indonesia, các vụ cháy rừng ở nước này đã quay trở lại vào tháng 7 với 42.740 ha (105.600 mẫu Anh) bị đốt cháy trên khắp đất nước gây ra khói mù xuyên biên giới đối với Malaysia và Singapore. Chính phủ đã cử 9000 nhân viên quân đội, cảnh sát và cơ quan thảm họa để chống lại đám cháy. Tính đến tháng 9, đã có 885.026 trường hợp nhiễm trùng đường hô hấp nghiêm trọng do khói mù; 291.807 đến từ Nam Sumatra, 268.591 từ Riau và 163.662 từ Tây Kalimantan.
Năm 2019, đã có hàng ngàn vụ cháy bắt đầu ở Indonesia, hầu hết trong số đó được thiết lập để giải phóng mặt bằng cho các đồn điền làm dầu cọ. Hỏa hoạn đã tạo ra khói làm gián đoạn việc đi lại bằng đường hàng không và làm cho những người bị bệnh. Bộ trưởng môi trường Indonesia cho biết sương khói cũng từ các đám cháy bắt nguồn từ các điểm nóng ở Malaysia và Việt Nam. Cơ quan giảm nhẹ thiên tai Indonesia Indonesia cho biết hơn 3.600 đám cháy đã được phát hiện trên các đảo Sumatra và Borneo bởi các vệ tinh thời tiết. Malaysia đã gửi một công hàm ngoại giao kêu gọi Indonesia hành động ngay lập tức để giải quyết các vụ hỏa hoạn. Malaysia đóng cửa hơn 400 trường học và gửi nửa triệu khẩu trang đến khu vực này để chống lại chất lượng không khí kém.
Tính đến tháng 9 năm 2019, gần 900.000 người Indonesia đã gặp phải các bệnh về hô hấp do khói mù.

### Malaysia

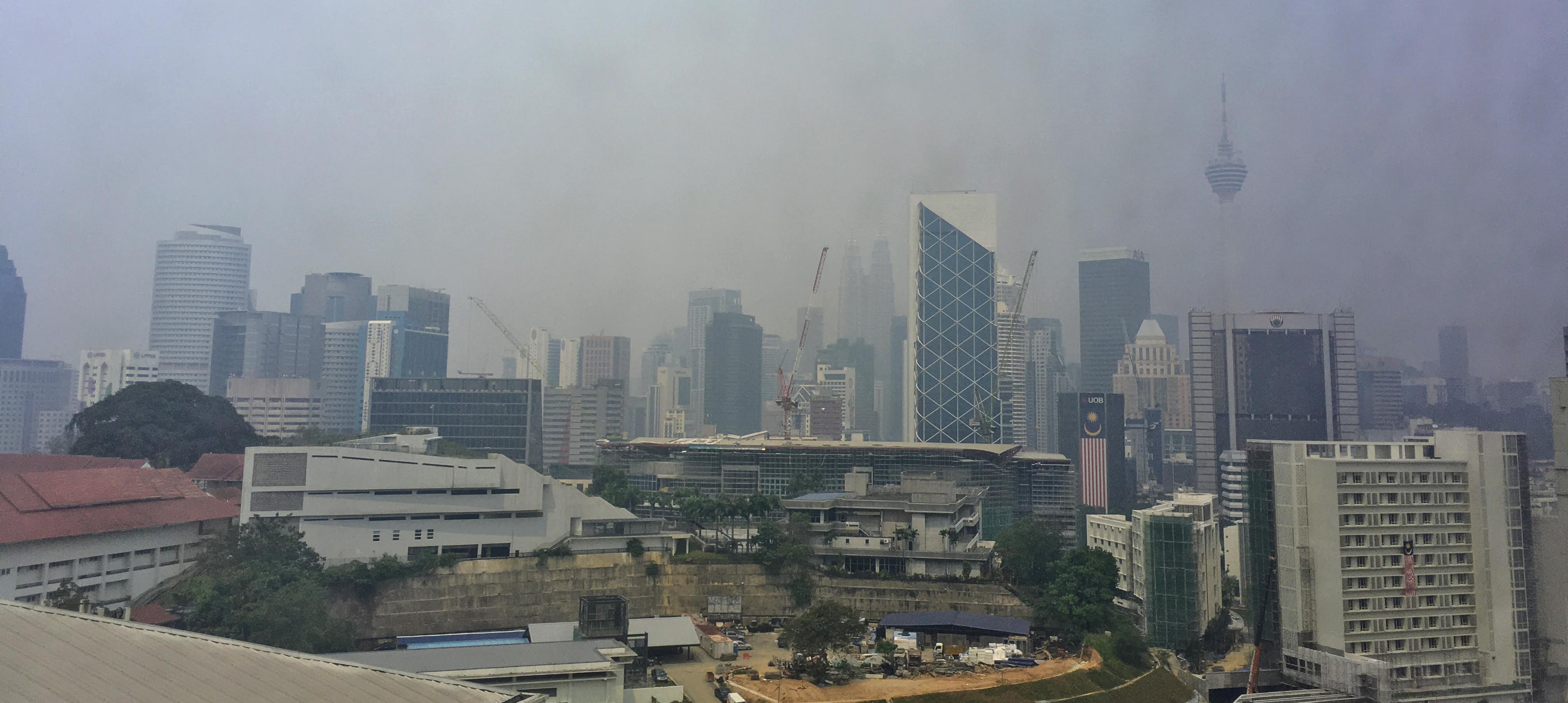
Khói nhấn chìm thủ đô Malaysia, Kuala Lumpur vào ngày 11 tháng 9 năm 2019. Tháp Petronas gần như không nhìn thấy trong ảnh.

Đầu tháng 2, rừng và than bùn ở Pahang bốc cháy. Đầu tháng 8, Klang bị che phủ trong khói mù dày đặc do hỏa hoạn ở Riau, nơi bị tàn phá bởi hỏa hoạn tại khu bảo tồn rừng gần đó. Các thành phố và thị trấn lớn ở bang Sarawak, chẳng hạn như Kuching, cũng bị ảnh hưởng bởi khói mù từ các điểm nóng ở Kalimantan. Malaysia cũng kích hoạt Kế hoạch hành động quốc gia về đốt cháy mở và Kế hoạch hành động khói mù quốc gia hiện tại vào ngày 14 tháng 8, khi chất lượng không khí ở Kuala Baram và Miri đạt đến mức nguy hiểm. Tại Rompin, Pahang, Chỉ số ô nhiễm không khí (API) được ghi nhận vào ngày 18 tháng 8 là 223, được phân loại là "rất không lành mạnh". Một số quốc gia và lãnh thổ liên bang khác của Malaysia như Kuala Lumpur, Negeri Sembilan, Penang, Putrajaya và Selangor cũng bị ảnh hưởng bởi khói mù từ Sumatra ở Indonesia trong khi bang Sarawak bị ảnh hưởng bởi hỏa hoạn ở bang này kể từ tháng 7 và từ vùng lân cận Kalimantan của Indonesia từ tháng 8. Một khu rừng rộng 2,4 ha cũng bị đốt cháy ở Johor vào tháng 8. Spotify Malaysia cũng đã tạo ra một danh sách nhạc có tên Hazed và Conf bối rối với các bài hát về lửa và tất cả mọi thứ đang cháy.

### Philippines
Vào ngày 17 tháng 9 năm 2019, dựa trên báo cáo ban đầu của các văn phòng khu vực của Cục Quản lý Môi trường (EMB), cơ quan và chính quyền của Thành phố Santos đã xác nhận rằng bầu trời mờ ám kéo dài có kinh nghiệm ở Mindanao và Visayas, đặc biệt là Thành phố Cebu. Nó cũng đã được trải nghiệm ở Koronadal, Tupi và Davao City.

### Singapore
Vào ngày 26 tháng 8 năm 2019, ở Singapore có một chút sương mù, với điều kiện dần được cải thiện qua từng ngày. Điều này có thể là do hỏa hoạn ở Sumatra, Indonesia hoặc Johor, Malaysia.
Vào ngày 9 tháng 9 năm 2019, một lần nữa có một đám mây nhẹ ở Singapore, có thể là do sự gia tăng các điểm nóng ở Sumatra, Indonesia. Những tình trạng khói mù này vẫn tồn tại. Vào lúc 4 giờ chiều ngày 14 tháng 9 năm 2019, Chỉ số Tiêu chuẩn Ô nhiễm (PSI) 24 giờ lần đầu tiên bước vào phạm vi "không lành mạnh" trên 100 kể từ năm 2016, bắt đầu từ 103 ở phía tây Singapore. PSI tăng đều đặn [32] với tất cả các phần của Singapore đăng ký các bài đọc PSI "không lành mạnh" vào lúc 1 giờ sáng ngày hôm sau, đạt cực đại lúc 124 giờ từ 5 giờ sáng đến 8 giờ sáng ở phía tây Singapore. Mặc dù vậy, chất lượng không khí được cải thiện trong hai ngày tới, khiến PSI giảm xuống mức "vừa phải".
Tuy nhiên, vào ngày 18 tháng 9 năm 2019, khói mù trở lại Singapore, dẫn đến PSI tăng lên mức "không lành mạnh" được thấy vào cuối tuần trước. Điều này khiến Firefly phải hủy tất cả các chuyến bay từ Sân bay Seletar trong hai ngày tới. Ngày hôm sau, PSI đạt cực đại ở mức 154 vào khoảng 4 giờ sáng tại miền nam Singapore trước khi cải thiện dần dần, với tất cả các khu vực của Singapore đăng ký mức "vừa phải" trước 9 giờ tối. 
Vào ngày 21 tháng 9 năm 2019, PSI một lần nữa đạt đến mức không lành mạnh, với nỗi sợ rằng khói mù có thể ảnh hưởng đến cuộc đua F1. [40] PSI ở trong phạm vi không lành mạnh trong hầu hết các ngày tiếp theo, với mưa được dự báo sẽ mang lại sự cứu trợ nếu điều đó xảy ra.

### Thái Lan
Đầu tháng 3, khu vực ở phía bắc Thái Lan đã bị nhấn chìm bởi khói mù từ đám cháy rừng ở Chiang Mai và Chiang Rai cũng như từ biên giới với Myanmar. Hàng triệu ha đất rừng ở các tỉnh Chiang Mai, Chiang Rai, Lampang, Lamphun, Mae Hong Son, Nan, Phayao, Phrae và Tak đã bị phá hủy.
Hơn nữa vào tháng 7, khoảng  rừng và đất nông nghiệp ở Pa Phru Kuan Kreng thuộc tỉnh Nakhon Si Thammarat và các khu vực xung quanh ở miền nam Thái Lan đã bị hỏa hoạn phá hủy. Vào tháng 9, khói mù từ các vụ cháy rừng ở Indonesia đã đến khu vực phía nam của Thái Lan, đặc biệt là ở thành phố Phuket. Chỉ số chất lượng không khí ở Phuket đạt khoảng 158 vào lúc 9 giờ sáng ngày 23 tháng 9 năm 2019.

### Việt Nam
Sau vụ cháy rừng Việt Nam 2019 ảnh hưởng đến miền Trung Việt Nam vào giữa tháng 6 và tan dần vào tháng 8, khu vực phía Nam của Việt Nam đặc biệt là Thành phố Hồ Chí Minh bắt đầu bị bao phủ bởi sương khói nặng nề vào tháng Chín. Qua giám sát và kết quả kiểm tra ô nhiễm không khí cho thấy các vụ cháy rừng ở Indonesia kết hợp với thành phố phát thải lớn trở thành nguyên nhân chính gây ô nhiễm không khí nặng ở khu vực phía Nam Việt Nam. Trong đó, sự hình thành “Mù quang hoá” xuất phát từ các chất khí NOx, CnHm thải ra từ động cơ xe cơ giới; trong khi xuất hiện khi nồng độ NOx, CnHm trong không khí cao, không khí bị tụ đọng không lưu chuyển và bị nắng chiếu dữ dội. Các cảnh báo được đưa ra khi khả năng nguy hiểm đến đường hô hấp của người dân khi tham gia giao thông trên đường phố.

## Phản hồi từ chính quyền và thỏa thuận chung
Vào tháng 8, tất cả các quốc gia liên quan đã đạt được thỏa thuận ngăn chặn các vụ cháy đất và rừng đang gây ô nhiễm khói mù xuyên biên giới với hy vọng sẽ không có khói mù tại Hiệp hội các quốc gia Đông Nam Á (ASEAN) vào năm 2020.

### Brunei
Bộ Môi trường, Công viên và Giải trí Brunei (JASTRe) sẽ đưa ra đạo luật sẽ giải quyết vấn đề "cháy rừng tràn lan" ở nước này để giảm tối thiểu sự cháy rừng.

### Indonesia
Tổng thống Indonesia Joko Widodo đã chỉ thị cho Ủy ban quản lý thiên tai quốc gia (BNPB), Lực lượng vũ trang quốc gia (TNI), và Cảnh sát quốc gia (POLRI) để đối phó với các vụ hỏa hoạn ở Sumatra và Kalimantan. Tổng thống cũng đe dọa sa thải lính cứu hỏa nếu đám cháy rừng không được khắc phục ngay lập tức. Cơ quan thực thi hàng hải Malaysia (MMEA) đã phái hai chuyến bay sử dụng máy bay Bombardier CL415 chở 198.000 lít nước để chữa cháy rừng trong Miri.

### Singapore
Cơ quan môi trường quốc gia của Singapore cũng bắt đầu đưa ra những lời khuyên hàng ngày về khói mù. Trong khi đó, Bộ Giáo dục nói rằng máy lọc không khí sẽ sẵn sàng lọc nếu khói mù trở nên tồi tệ hơn, đóng cửa các trường học khi Chỉ số Tiêu chuẩn Ô nhiễm đạt 300 trở lên. Tương tự, một số cơ quan như Sport Singapore và MINDEF đã công bố kế hoạch đối phó với khói mù.
Ngoài ra, Singapore có một kho dự trữ 16 triệu N95 nên khói mù tiếp tục xấu đi. Bộ Giáo dục nói rằng sinh viên có thể tham gia PSLE và các kỳ thi quốc gia trong nhà, với máy lọc không khí được bật nếu cần.

### Thái Lan
Thống đốc tỉnh Nakhon Si Thammarat của Thái Lan là Chamroen Tippayaponthada sẽ trao tặng phần thưởng 5.000฿ cho bằng chứng dẫn đến việc bắt giữ bất cứ ai nghi ngờ bắt đầu vụ cháy rừng ở tỉnh này. Do khói mù từ Indonesia đã bay đến miền nam Thái Lan vào tháng 9, Văn phòng Y tế tỉnh Phuket (PPHO) đã đưa ra những lời khuyên về sức khỏe cùng với việc phân phối mặt nạ sức khỏe miễn phí cho người dân.